# Charles Abbot
Per l'astrònom americà, vegeu Charles Greeley Abbot.

Charles Abbot   (Londres, 24 de març de 1761 - Bedford, 8 de setembre de 1817) va ser un botànic i entomòleg anglès.

## Biografia
Fa els seus estudis al Winchester College i es va matricular al New College d'Oxford el 1779 va obtenir la llicenciatura 1783. El 1793, fou nomenat membre de la Societat linneana de Londres i de la Royal Society. Abbot és autor de Catalogus plantarum (maig de 1795), una llista de 956 plantes de Bedfordshire, seguint, al novembre de 1798, sobre el mateix subjecte, una Flora Bedfordiensis. Captura a Anglaterra el primer espècimen de Carterocephalus palaemon (Pallas, 1771), un lepidòpter de la família zoològica dels Hesperiidae.